# نولی بلاغ
نولی بلاغ یک روستا در ایران است که در دهستان ارشق غربی واقع شده‌است. نولی بلاغ ۱۹۹ نفر جمعیت دارد.